# El Paraíso (El Salvador)
El Paraíso é um município do departamento de Chalatenango, em El Salvador. Sua população estimada em 2013 era de 12 078 habitantes.